# 오키나와 도시 모노레일

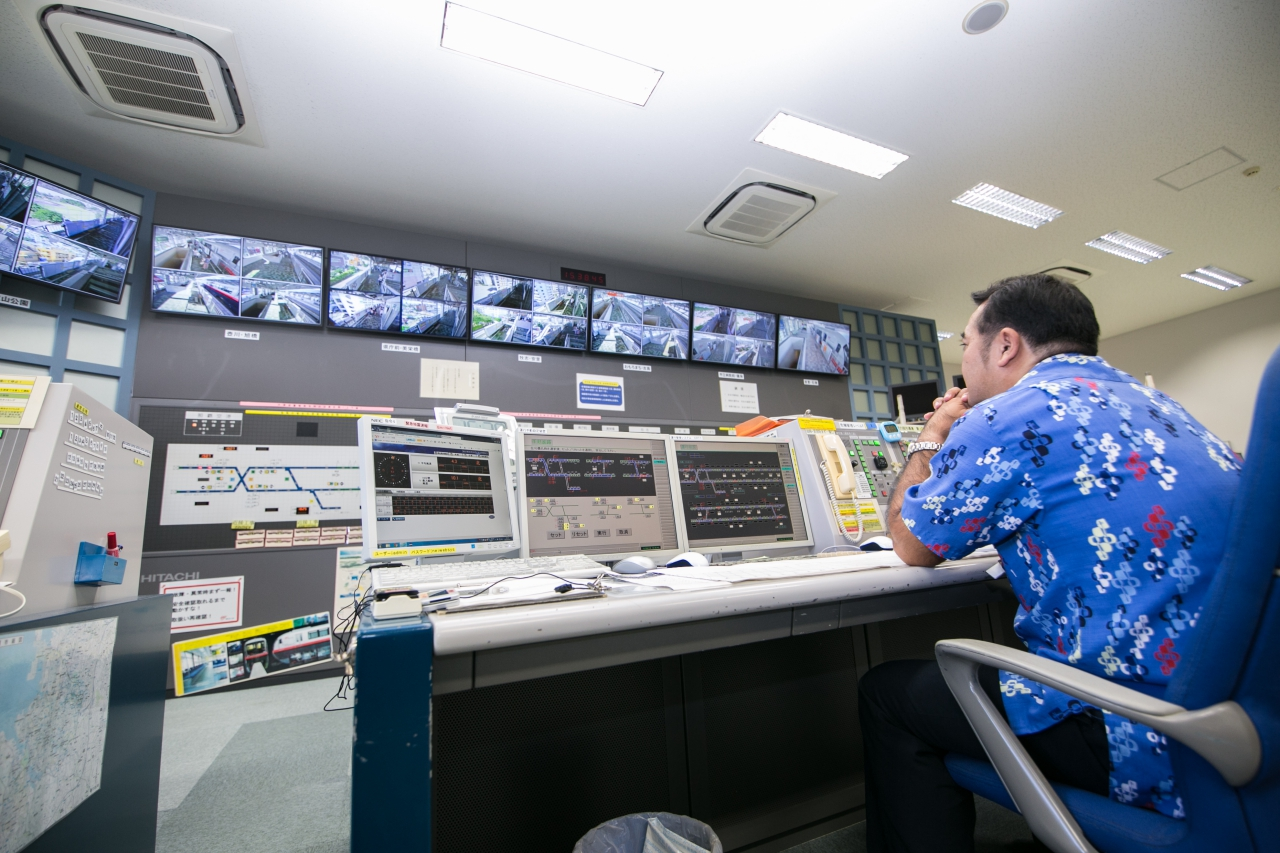
제어 센터

오키나와 도시 모노레일 주식 회사(일본어: 沖縄都市モノレール株式会社 오키나와 모노레이루[*])은 오키나와현 나하시에서 모노레일 노선인 "오키나와 도시 모노레일 선"(애칭: 유이 레일(ゆいレール))을 운영하는 철도 회사이다.

## 연혁
- 1982년 9월 27일: 오키나와 도시 모노레일 주식회사 설립.
- 2003년 8월 10일: 오키나와 도시 모노레일 선 개업.
- 2014년
  - 4월 1일: 소비 세율 개정에 따른 운임 개정.
  - 10월 20일: IC 카드 승차권 "OKICA"을 도입.
- 2019년 10월 1일: 우라소에 방면 연장 노선 영업 개시

## 노선
건설 경위와 운행 형태· 역 목록·향후 계획 등 자세한 내용은 다음 항목을 참조하십시오.
- 오키나와 도시 모노레일 선 (유이 레일): 나하공항 - 데다코우라니시 17.0 km

## 같이 보기
- 일본의 철도회사 목록
- 오키나와의 철도
- 모노레일